# Hiroyuki Ōmichi
Hiroyuki Ōmichi (japanisch 大道 広幸 Ōmichi Hiroyuki; * 25. Juni 1987 in der Präfektur Ibaraki) ist ein japanischer Fußballspieler.

## Karriere
Ōmichi erlernte das Fußballspielen in der Jugendmannschaft von Kashima Antlers. Seinen ersten Vertrag unterschrieb er 2006 bei Kashima Antlers. Der Verein spielte in der höchsten Liga des Landes, der J1 League. Mit dem Verein wurde er 2007, 2008 und 2009 japanischer Meister. 2011 wechselte er zum Zweitligisten Fagiano Okayama. Danach spielte er bei AC Nagano Parceiro und Grulla Morioka. Ende 2014 beendete er seine Karriere als Fußballspieler.

## Erfolge
Kashima Antlers
- J1 League

Meister: 2007, 2008, 2009
- J.League Cup

Finalist: 2006
- Kaiserpokal

Sieger: 2007, 2010